# Terma A/S
Terma A/S est une société spécialisée dans la technologie, située à Aarhus, Danemark. La société est fondée en 1949 par Orla et Svend Aage Jørgensen. À la fondation, la société a fabriqué des thermomètres et manomètres pour navires.

## Aéronautique
Depuis 2001, Terma A/S a participé au développement de l'avion militaire F-35 en en fabriquant une trentaine des composants.

## Espace
En 2010, la société était responsable du développement de Atmosphere-Space Interactions Monitor (ASIM), un composant de la Station spatiale internationale pour l'étude des éclairs en haute altitude dans la ionosphère.
Terma a aussi développé un composant pour l'atterrisseur Schiaparelli.